# Bellucia egensis
Bellucia egensis är en tvåhjärtbladig växtart som först beskrevs av Dc., och fick sitt nu gällande namn av Penneys, Michelangeli, Judd och Frank Almeda. Bellucia egensis ingår i släktet Bellucia och familjen Melastomataceae. Inga underarter finns listade i Catalogue of Life.